# Donizete Oliveira
Donizete Oliveira (Bauru, 21 februari 1968) is een voormalig Braziliaans voetballer.

## Braziliaans voetbalelftal
Donizete Oliveira debuteerde in 1990 in het Braziliaans nationaal elftal en speelde 6 interlands.